# Franck Gaudart
Pour les articles homonymes, voir Gaudart.
 Joseph Franck Gaudart, né le 29 octobre 1902 à Saint-Denis (de La Réunion) et décédé le 19 février 1947 à Quang-Tri (en Indochine française), était un administrateur des colonies.

## Biographie
Administrateur de Première classe des services civils de l’Indochine, conseiller politique du Haut-Commissaire de la République, résident de France pour l'Annam nord.
Chevalier de la Légion d’honneur, cité à l’ordre de la Nation, commandeur de l'Ordre du Dragon d'Annam.
Il fut tué le 19 février 1947 à Quang-Tri (Annam) lors d’une mission volontaire, dans une embuscade du viet-minh, à Long Hung, près Quang-Tri, où il fut torturé et mutilé.
Il appartient à une famille d'ancienne bourgeoisie parisienne issue de Pierre Gaudart, maître drapier, père de Claude Gaudart (1671-1741), qui se fixe à Paris comme maître maçon et entrepreneur de bâtiments. Le petit-fils de celui-ci, François-Pierre Gaudart (1732-1809), agent de la Compagnie des Indes en 1765, s'installe en Inde française,.
Fils du gouverneur honoraire Edmond Gaudart et de son épouse Mary Conroy. il est Licencié en Droit et sort breveté de l'École Nationale de la France d'Outre-Mer en 1926. Sa carrière se déroule principalement en Annam où il dirige notamment la province de Quang-Tri.
Il avait mis à profit son congé de 1939 en France pour servir de façon bénévole au ministère de la France d'outre-mer.
De retour en Indochine, il est ensuite chef de la province de Vinh, l'une des plus importantes de toute l'Indochine. Lors de l'attaque japonaise du 9 mars 1945, il est pris comme otage et réussit à sauver tous les Européens présents dans la ville. Rapatriable en mai 1946, épuisé par sept années de séjours ininterrompus, il accepte cependant de différer son retour en France pour remplir une mission à Hué.
Parti en congé le 13 juillet 1946, il met à profit cette période pour étudier les plans d'une éolienne bon marché susceptible d’être utilisée par les paysans d'Annam.
Il abrège son congé et est de retour dès février 1947 pour se voir confier les importantes fonctions de conseiller politique pour le Nord-Annam. À peine débarqué, il avait tenu à rejoindre son poste pour se donner tout entier à une tâche d’apaisement.
Comme conseiller politique du commandement, il accompagne les colonnes pour assurer une meilleure compréhension avec les populations.
Aussitôt Quang-Tri atteinte par les troupes françaises, il veut s'y rendre avec un convoi de camions. Dans sa voiture prennent place deux légionnaires, un conducteur et un aide-conducteur. En arrivant au village de Long Hung, le Dodge fait éclater deux cordons successifs de grenades piégées placés en travers de la route. Les deux pneus avant crevés, le camion doit stopper. Aussitôt une vive fusillade se déclenche. Les rebelles se précipitent sur Franck Gaudart et l'aide-conducteur qui sont entraînes dans les boqueteaux voisins, torturés au coupe-coupe et abandonnés. Quelques minutes après, le convoi arrive et découvre le Dodge au milieu de la route. Le sergent-major Waek a raconté cet épisode.
Franck Gaudart, mortellement blessé, devait succomber à Quang-Tri. Il fut cité à l'ordre de la Nation et fait chevalier de la Légion d'honneur à titre posthume.
Texte de sa citation : " Fonctionnaire de haute qualité, il avait un profond sentiment de son devoir professionnel. Il avait tenu à mettre fin à son congé pour rejoindre son poste. Ayant la confiance et l'autorité dont il jouissait aussi bien dans les milieux annamites que français, pouvait servir utilement les intérêts supérieurs de son pays". 
Son nom est gravé sur une plaque du Ministère de la France d’Outre-Mer, rue Oudinot, à Paris.
Il épouse, le 25 novembre 1929 à Hué (Annam), Émilie Lucie Armande Gaillard, née le 3 novembre 1903 à Haïphong (Tonkin), fille de Lucien Henri Gaillard, inspecteur général hors classe de la Garde indigène d’Indochine, et de Marguerite Mirande, d'où un fils Jean-François. Il eut également, de N'Guyen Thi Mui, une fille nommée Marie-Andrée.

## Sources
- Prévost M., Roman d'Amat et H. Tribout de Morembert, Dictionnaire de biographie française, notice « Edmond Gaudart » par J. Valynseele, Librairie Letouzey et Anè. Fascicule LXXXVII Garnier-Gaultier, Paris, 1980.
- Hommes et Destins, tome VIII : Gouverneurs, Administrateurs, Magistrats, notice « Joseph Franck Gaudart », Académie des Sciences d'Outre-Mer, 470 p, 1988.
- Hubert Lamant, Armorial Général et Nobiliaire Français, notice « Gaudart » et « Gaudart de Soulages », juin 2009 (réimpr. Tome XLIX no 193-196 Fascicules 1-4), broché, 319 p.